# Liste der Bodendenkmale in Bahretal
In der Liste der Bodendenkmale in Bahretal sind die Bodendenkmale der Gemeinde Bahretal und ihrer Ortsteile nach dem Stand der Auflistung von Harald Quietzsch und Heinz Jacob aus dem Jahr 1982 aufgelistet. Eventuelle Änderungen und Ergänzungen, insbesondere aus der Zeit nach der Wende, sind nicht berücksichtigt, da für Sachsen aktuell keine neueren allgemein zugänglichen Bodendenkmallisten vorliegen. Die Baudenkmale sind in der Liste der Kulturdenkmale in Bahretal aufgeführt.
| Denkmal-ID | Fundart            | Ortsteil  | Bezeichnung    | Zeitstellung                | Lage                                                            | Bemerkungen                                                       | Bild |
| ---------- | ------------------ | --------- | -------------- | --------------------------- | --------------------------------------------------------------- | ----------------------------------------------------------------- | ---- |
| ?          | Steinbruch         | Gersdorf  | Mühlsteinbruch | Spätmittelalter bis Neuzeit | östlich des Orts, Sandsteinrücken südwestlich der Felsenbrücken | Mehrere Steingruben mit Mühlsteinrohlingen                        |      |
| ?          | Befestigung > Burg | Ottendorf | Wasserburg     | Mittelalter                 | im Ort, Gutsbereich, westlich an den Kirchhof anschließend      | überbaut durch Schloss, Graben verfüllt, Schutz seit 10. Mai 1972 |      |